# Liste des autoroutes interurbaines gratuites en Espagne

## Liste
| Autoroute | Nom                                                     | Villes                                                                        |
| --------- | ------------------------------------------------------- | ----------------------------------------------------------------------------- |
|           | Autovia du Nord                                         | Madrid - Burgos et Armiñón - Saint-Sébastien                                  |
|           | Autovia du Nord-Est                                     | Madrid - Alfarajin et Fraga - La Junquera                                     |
|           | Autovia de l'Est                                        | Madrid - Valence                                                              |
|           | Autovia d'Andalousie                                    | Madrid - Dos Hermanas (Séville) et Jerez De La Frontera - Puerto Real (Cadix) |
|           | Autovia du Sud-Ouest                                    | Madrid - Badajoz                                                              |
|           | Autovia du Nord-Ouest                                   | Madrid - Villalba et Adanero - La Corogne                                     |
|           | Autovia de la Méditerranée                              | Barcelone - Algésiras                                                         |
|           | Autovia Cantabrique                                     | Bilbao - Baamonde                                                             |
|           | Autovia de la Barranca                                  | Altsasu - Irurtzun                                                            |
|           | Autovia del Duero                                       | Soria - Portugal                                                              |
|           | Autovia du Chemin de St Jacques de Compostelle          | Pampelune - Léon                                                              |
|           | Autovia de Lérida à la frontière française              | Lérida - frontière française                                                  |
|           | Autovia de Navarre                                      | Medinaceli - Tudela                                                           |
|           | Autovia des Pyrénées                                    | Pampelune - Jaca                                                              |
|           | Autovia de Huesca à Lérida                              | Huesca - Lérida                                                               |
|           | Autovia del Médujar                                     | Sagonte - Somport                                                             |
|           | Autovia de Daroca à Burgos                              | Daroca - Burgos                                                               |
|           | Autovia de l'axe des Pynrénées                          | Figueres - Olot                                                               |
|           | Autovia de Tarragone à Montblanc                        | Tarragone - Montblanc                                                         |
|           | Autovia de Murcie                                       | Albacete - Murcie                                                             |
|           | Autovia d'Alicante                                      | Albacete - Alicante                                                           |
|           | Autovia de Linares à Albacete                           | Albacete - Linares                                                            |
|           | Autovia del Altiplano                                   | Cieza - La Font de la Figuera                                                 |
|           | Autovia de Almansa à Xàtiva                             | Almansa - Xàtiva                                                              |
|           | Autovia de Valence à Verger                             | Valence - Vergel                                                              |
|           | Autovia de Castille La Manche                           | Maqueda - Teruel                                                              |
|           | Autovia de Ciudad Real à Puertollano                    | Ciudad Real - Puertollano                                                     |
|           | Autovia de Tolède                                       | Madrid - Tolède                                                               |
|           | Autovia de l'Estrémadure à la Communauté Valencienne    | Merida - Atalaya del Canavate                                                 |
|           | Autovia de La Sierra Neveda                             | Bailen - Motril                                                               |
|           | Autovia de Malaga                                       | Cordoue - Malaga                                                              |
|           | Autovia de Séville au Portugal par Rosal de la Frontera | Séville - Portugal                                                            |
|           | Autovia de La Costa de la Luz                           | San Fernando - Tarifa - Algésiras                                             |
|           | Autovia du Cinquième Centenaire                         | Séville - Huelva - Ayamonte                                                   |
|           | Autovia de la Culture                                   | Ávila - Salamanque                                                            |
|           | Autovia de Las Rías Bajas                               | Benavente - Vigo                                                              |
|           | Autovia de Saint Jacques De Compostelle à Lugo          | Saint-Jacques-de-Compostelle - Lugo                                           |
|           | Autovia de l'Atlantique                                 | Vigo - Portugal                                                               |
|           | Autovia de Lugo à Ourense                               | Lugo - Orense                                                                 |
|           | Autovia Pontevedra - A-52                               |                                                                               |
|           | Autovia de Trujillo à Cáceres                           | Trujillo - Cáceres                                                            |
|           | Autovia de Valladolid à León                            | Valladolid - León                                                             |
|           | Autovia de Castille                                     | Burgos - Portugal                                                             |
|           | Autovia de Oviedo à La Espina                           | Oviedo - La Espina                                                            |
|           | Autovia de Oviedo à Villaviciosa                        | Villaviciosa - Oviedo                                                         |
|           | Autovia de Benavente à Palencia                         | Benavente - Palencia                                                          |
|           | Autovia Ruta de la Plata                                | León - Séville                                                                |
|           | Autovia de la Meseta                                    | Palencia - Santander                                                          |
|           | Autovia de l'Ebre                                       | Vinaròs - Miranda de Ebro                                                     |
|           | Autovia A-72                                            | Monforte de Lemos - Chantada                                                  |
|           | Autovia de Burgos à Aguilar de Campoo                   | Burgos - Aguilar de Campoo                                                    |
|           | Autovia A-75                                            | Verín (A-52) - Portugal                                                       |
|           | Autovia de Ponferrada à Ourense                         | Ponferrada - Ourense                                                          |
|           | Autovia del Sella                                       | Ribadesella - Cangas de Onís                                                  |
|           | Autovia de Badajoz à Grenade                            | Badajoz - Cordoue - Grenade                                                   |
|           | Autovia de Huelva à Badajoz                             | Zafra - Huelva                                                                |
|           | Autovia A-91                                            | Puerto Lumbreras - Vélez Rubio                                                |